# Verband der Theaterschaffenden

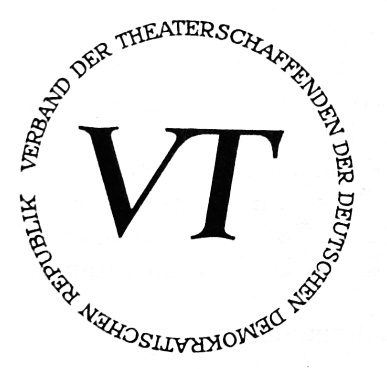
Emblem des Verbandes

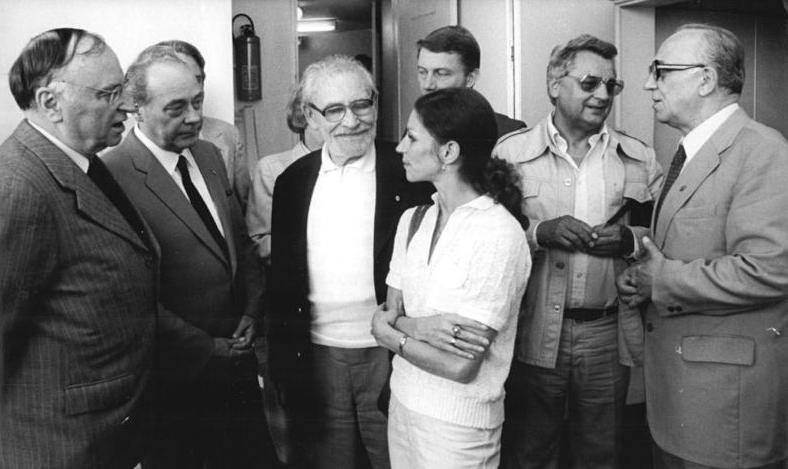
IV. Kongress des Verbandes der Theaterschaffenden: Als Gäste unterhalten sich DDR-Funktionäre mit Künstlern. – v. l. n. r.: Kurt Hager, Harry Tisch, Wolfgang Heinz, Monika Lubitz, Horst Seeger (Hintergrund), Horst Drinda und Horst Sindermann.

Der Verband der Theaterschaffenden in der DDR wurde im Dezember 1966 in Berlin (Ost), als eine gesellschaftliche Organisation von Künstlern und Wissenschaftlern, die an und für das Theater tätig waren, gegründet. Er gehörte der Nationalen Front der DDR an. Infolge der politischen Wende stellte der Verband seine Arbeit ein und löste sich Ende 1990 selbst auf.

## Aufgaben
Die Gründung des Verbandes erfolgte als Reaktion auf die auf dem XI. Plenum des ZK der SED geäußerte Kritik an den Künstlern und Kulturschaffenden in der DDR. Politbüromitglied Kurt Hager charakterisierte den Verband auf dem Gründungskongress als ein Organ der freiwilligen Selbstkontrolle und formulierte als Hauptaufgabe die Förderung der Entwicklung der sozialistischen deutschen Theaterkunst als Beitrag zum umfassenden Aufbau des Sozialismus in der DDR.
Der Verband organisierte die Zusammenarbeit mit staatlichen und gesellschaftlichen Einrichtungen auf dem Gebiet der Kultur, organisierte den Erfahrungsaustausch der Theaterleute, ihre Weiterbildung und die Nachwuchsförderung.

## Organisation
Aller fünf Jahre trat der Kongress der Theaterschaffenden, das höchste Organ des Verbandes, zusammen und wählte den Vorstand, welcher zwischen den Kongressen durch ein Präsidium  und dem Sekretariat dauerhaft vertreten war. An der Basis existierten Verbandsgruppen und wurden in Vorbereitung des Kongresses Versammlungen auf Kreis- und Bezirksebene abgehalten. Gegliedert war der Verband in die Sektionen: Schauspiel, Musiktheater, Bühnentanz, Puppentheater und Kabarett und hatte verschiedene Arbeitsgruppen (Bühnenbild, Theaterkritik, Theaterwissenschaft). Mitte der 1980er Jahre wurde eine Jugendkommission gebildet, die die Interessen junger Theaterleute vertreten sollte und die „Werkstatt-Tage junger Theaterschaffender“ organisierte. Der Verband wurde aus Mitteln des Staatshaushaltes und zu einem unbedeutenden Anteil aus Mitgliedsbeiträgen finanziert. Ab 1968 gab der Verband die Zeitschrift Theater der Zeit heraus. Wissenschaftliche Ergebnisse der Verbands- und Theaterarbeit wurden in der Reihe Material zum Theater publiziert.
Erster Präsident war Wolfgang Heinz, der 1984 von Hans-Peter Minetti abgelöst wurde. Vizepräsidenten waren Walter Felsenstein, Hans Dieter Mäde, Karl Kayser und Günter Rimkus. Auf der 9. Präsidiumssitzung am 13. November 1989 schätzte Minetti selbstkritisch ein, an vielen Vorgängen, die das Land in den Ruin getrieben hätten, beteiligt gewesen zu sein und trat zurück.
Erstmals im Jahr 1985 vergab der Verband den Wolfgang-Heinz-Ring für herausragende Bühnendarsteller.

## Ehrenmitglieder
- 1985: Philine Fischer, Aenne Goldschmidt, Marga Legal, Lotte Loebinger, Rudolf Penka, Werner Schöniger, Steffie Spira, Doris Thalmer, Curt Trepte